# Lijst van voetbalinterlands Botswana - Comoren (vrouwen)
Deze lijst van voetbalinterlands is een overzicht van alle officiële voetbalinterlands tussen de nationale vrouwenteams van Botswana en de Comoren. De landen hebben tot nu toe één keer tegen elkaar gespeeld. 

## Wedstrijden
| № | Plaats         | Datum            | Competitie                       | Wedstrijd          | Uitslag |
| - | -------------- | ---------------- | -------------------------------- | ------------------ | ------- |
| 1 | Port Elizabeth | 7 september 2022 | COSAFA Women's Championship 2022 | Comoren − Botswana | 0 − 6   |

## Samenvatting
| Competitie                  | Totaal gespeeld | Winst Botswana | Gelijk | Winst Comoren | Doelsaldo Botswana – Comoren |
| --------------------------- | --------------- | -------------- | ------ | ------------- | ---------------------------- |
| COSAFA Women's Championship | 1               | 1              | 0      | 0             | 6 − 0                        |
| Totaal                      | 1               | 1              | 0      | 0             | 6 − 0                        |